# Primary Domain
Primary Domain è un album della band statunitense Miracle Workers, pubblicato nel 1989 dalla Glitterhouse. In questo album, il classico garage rock della band (Memory Lane, 69 Ways, Ninety-Nine) si incontra in alcuni episodi con il blues (Mary Jane, Senor Amore Theme), e trova posto al suo interno anche la ballata Your Brown Eyes.

## Formazione
- Gerry Mohr - voce
- Matt Rogers - chitarra
- Robert Butler - basso
- Gene Trautmann - batteria

## Tracce
1. Memory Lane – 3:57
2. 69 Ways – 3:08
3. The Most Righteous Way – 4:20
4. Ninety-Nine – 2:30
5. Your Brown Eyes – 4:15
6. Long Gone On Her Night Train – 4:39
7. Mary Jane – 7:59
8. Senor Amore Theme – 2:39
9. She Came To Stay – 3:40
10. Tick Tock – 5:42
11. Earlier Today – 5:36
12. Magic Slide – 5:43